# Jakub Młocki
Jakub Młocki herbu Prawdzic (zm. w 1813 roku) – generał major ziemiański w insurekcji kościuszkowskiej 1794 roku, generał adiutant Jego Królewskiej Mości w 1792 roku, bojownik konfederacji barskiej.
Brat Tadeusza. Żonaty z Barbarą Wodzińską i Ludwiką Borzęcką. Z Wodzińską miał syna Stanisława. 
W 1794 roku powołany na organizatora i dowódcę pospolitego ruszenia województwa mazowieckiego.